# Yueqing
Koordinaten: 28° 15′ N, 121° 1′ O
Yueqing (乐清市,  Yuèqīng Shì) ist eine kreisfreie Stadt der bezirksfreien Stadt Wenzhou in der chinesischen Provinz Zhejiang. Die Fläche beträgt 1.271 Quadratkilometer und die Einwohnerzahl 1.453.090 (Stand: Zensus 2020). 1999 zählte Yueqing 1.138.793 Einwohner.
Die Nange-Torbögen (Nange pailou qun 南阁牌楼群) und die Gräber des Gao-Clans (Gaoshi jiazu mudi 高氏家族墓地) stehen seit 2001 bzw. 2006 auf der Liste der Denkmäler der Volksrepublik China.
Das Yandang-Gebirge ist aufgrund seiner eindrucksvollen Natur seit vielen Jahrhunderten Ziel von Reisenden.